# Kanadai fanyarka
A kanadai fanyarka (Amelanchier canadensis) a rózsavirágúak (Rosales) rendjébe, ezen belül a rózsafélék (Rosaceae) családjába tartozó faj.

## Előfordulása
A kanadai fanyarka Észak-Amerikában honos. A parkokban és kertekben olykor ültetik.

## Megjelenése
A kanadai fanyarka 5-10 méter magasra megnövő bokor vagy kis fa, terebélyes, ernyő alakú koronával. Levelei hosszabbak, mint a szirti fanyarkáé, kihajtásakor bronzosan piroslanak.

## Képek

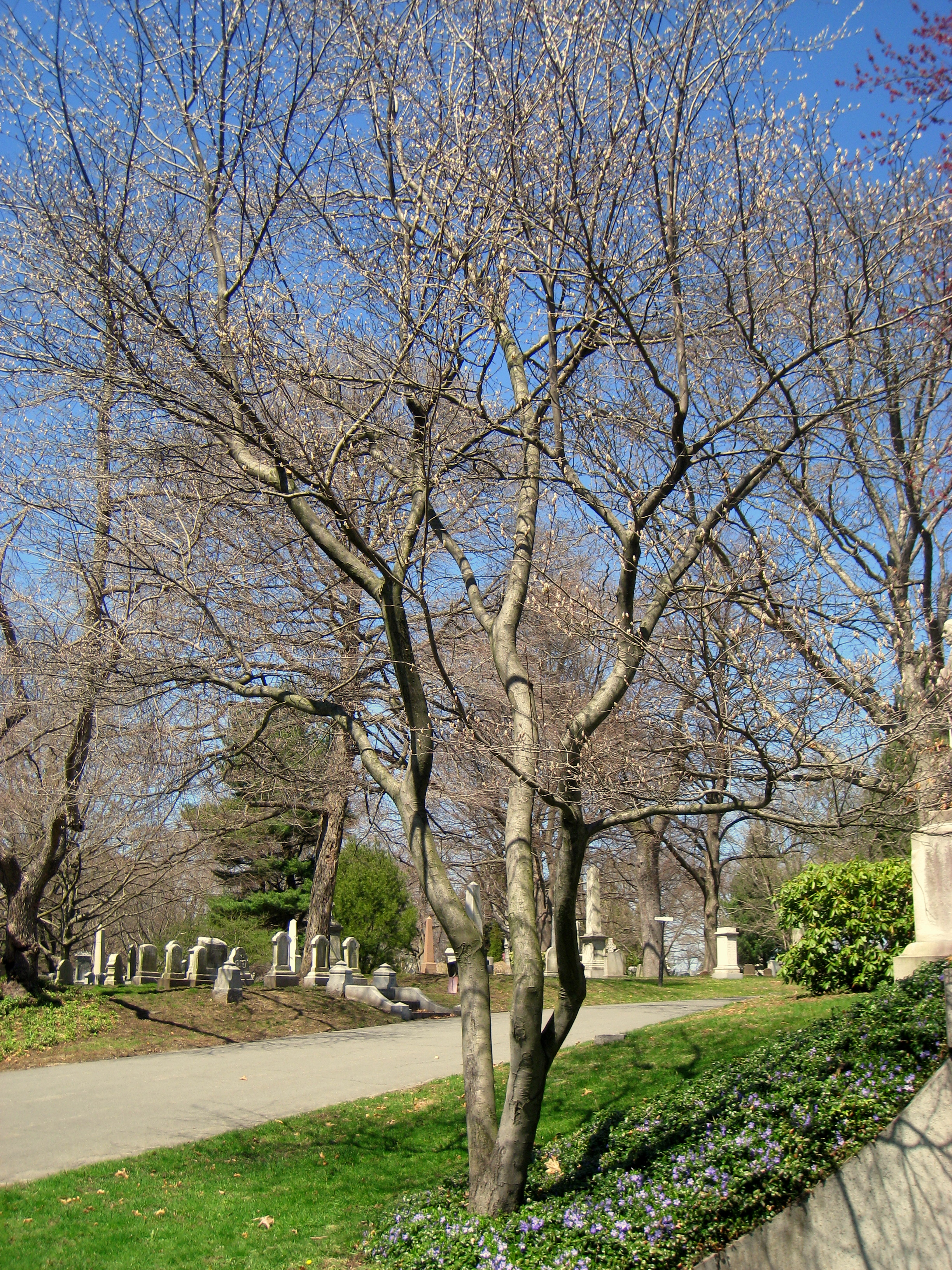
Kora tavasszal
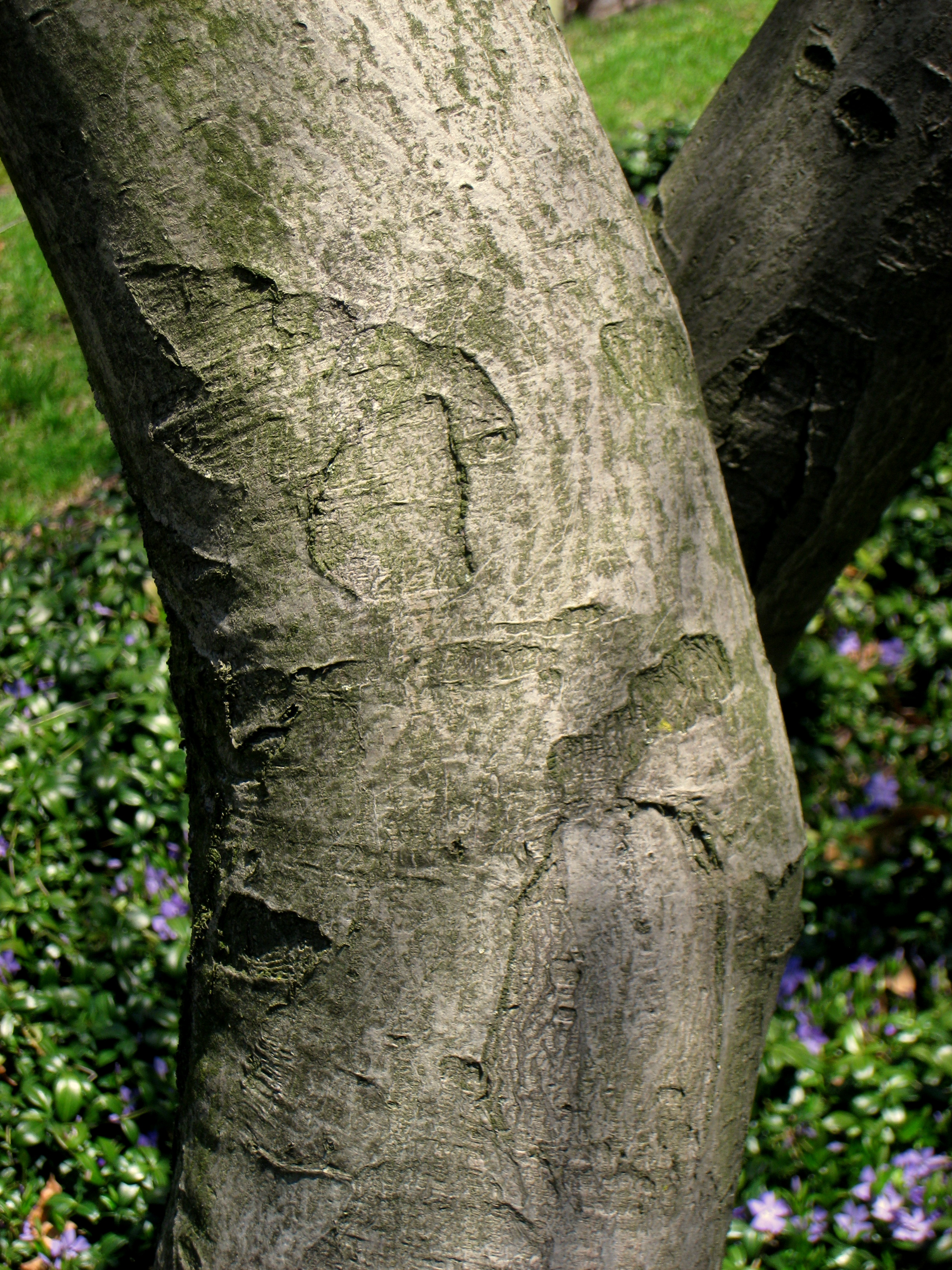
Fiatal példány kérge
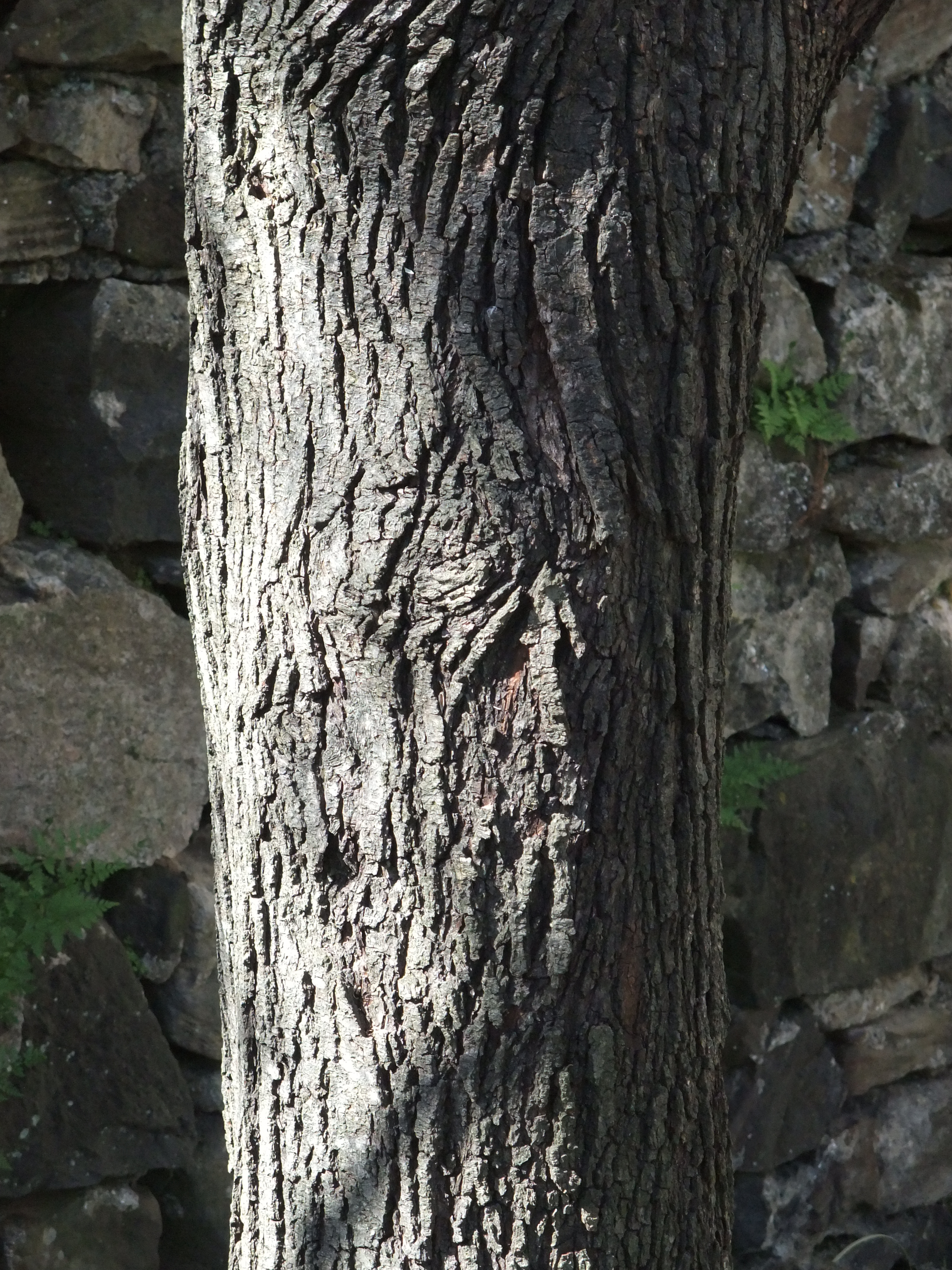
és idősebb példány kérge
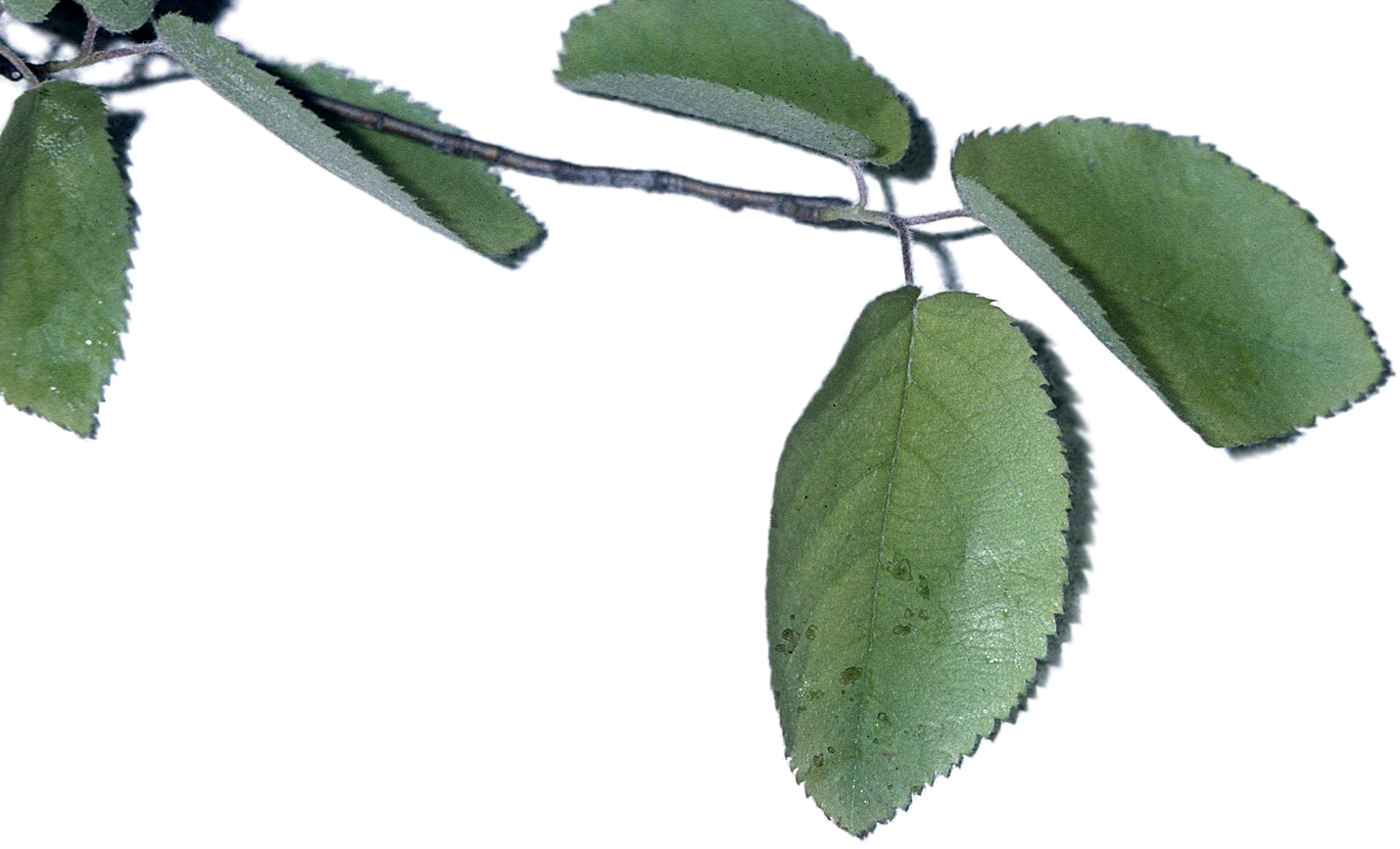
Levelei
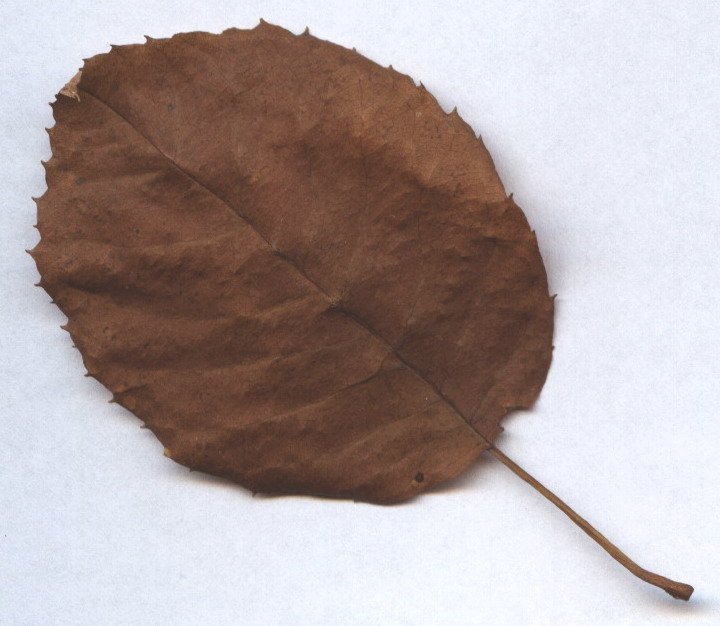
Levele őszi színben
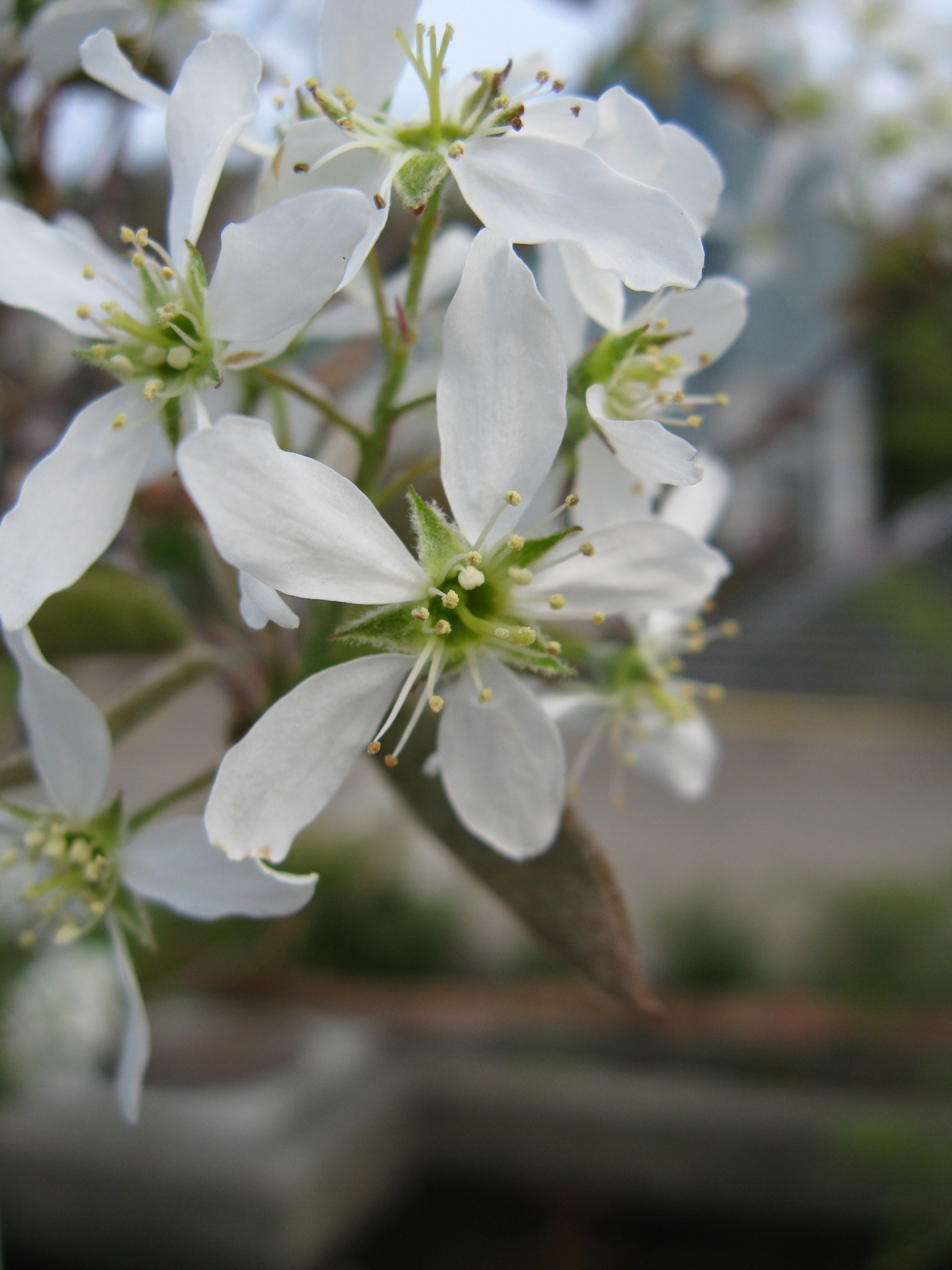
Virágai közelről
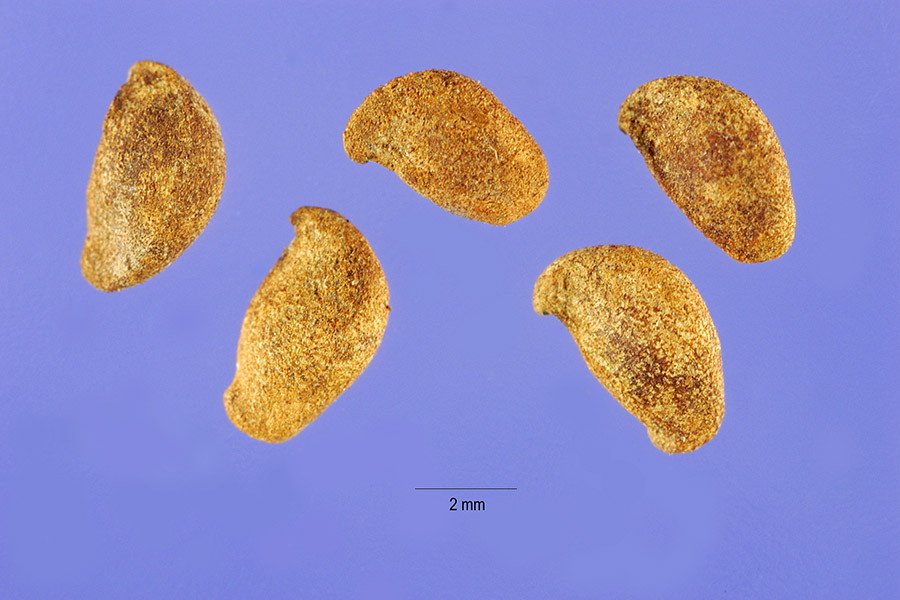
A magok
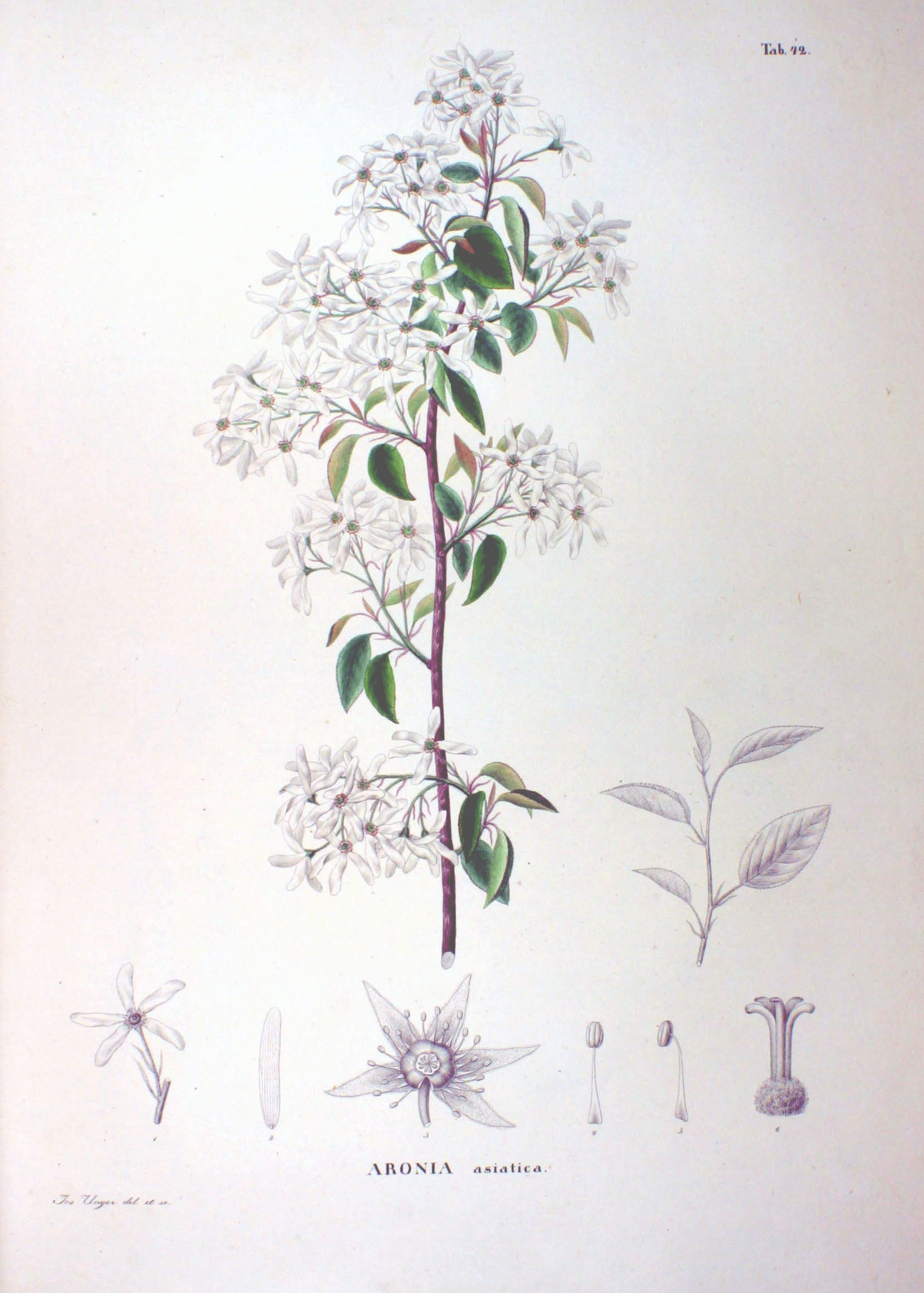
Rajz a növényről